# Botokuden

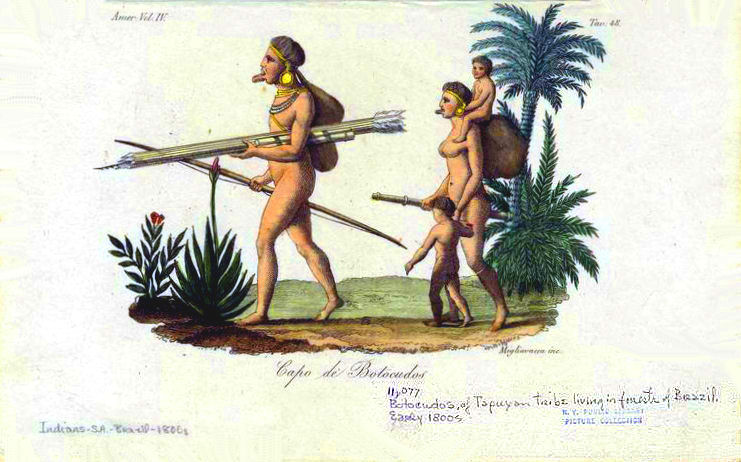
Capo de Botocudos; chief van de Botokuden (Aimborés), Giulio Ferrario, 1823-1838

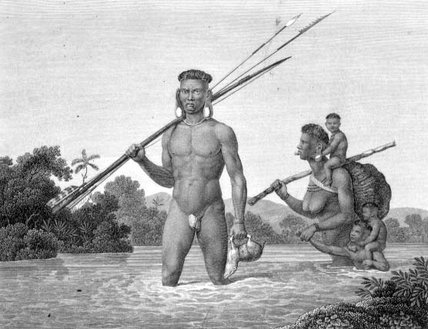
Een Botokuden-familie op reis, August Seyffer, 1774–1845

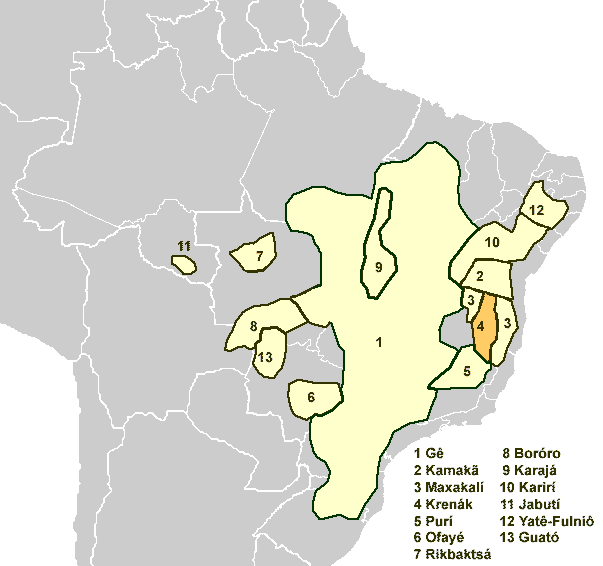
Krenak-talen, Ribeiro, Eduardo & Van der Voort, Hein (2010)

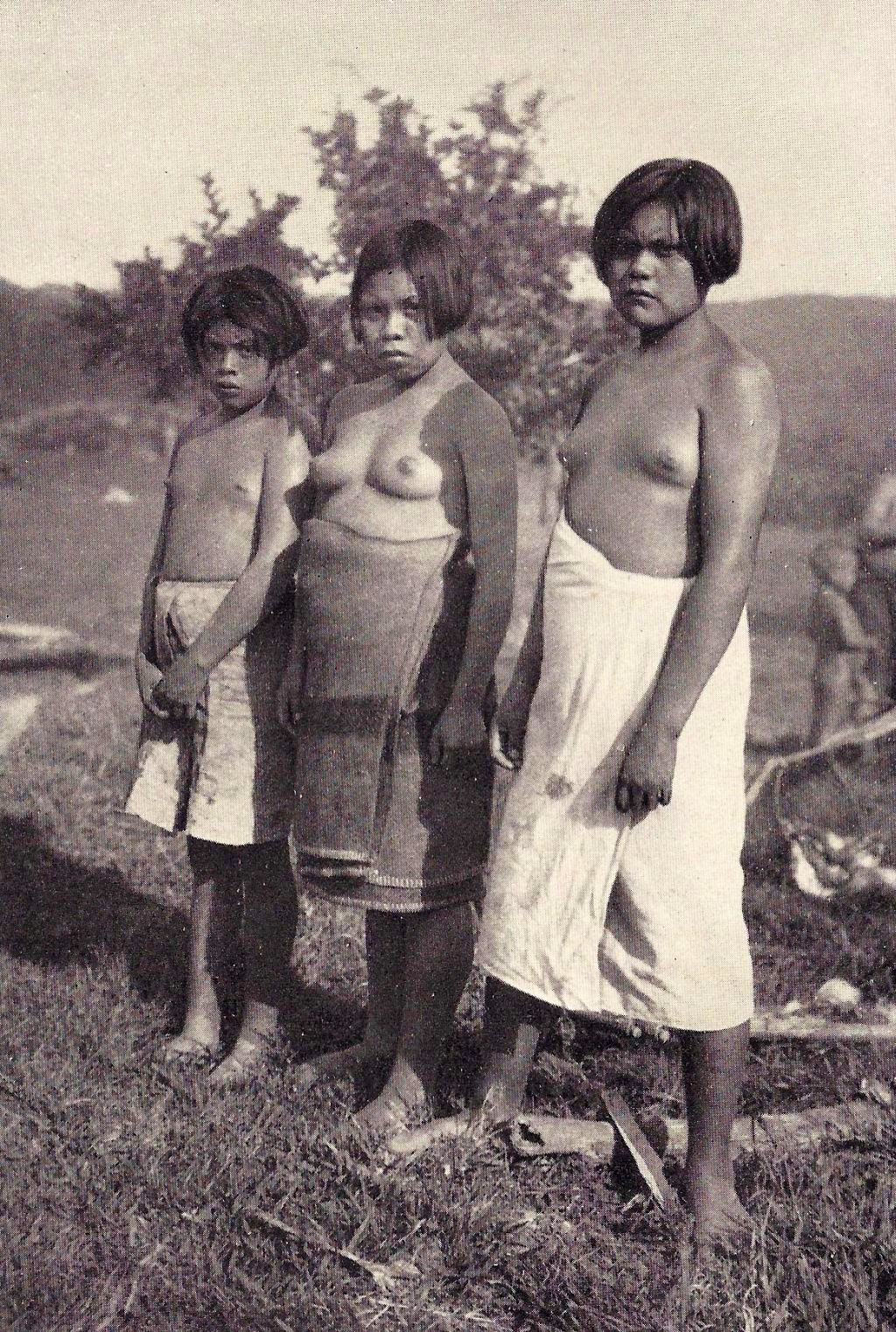
Botokuden meisje (1928)

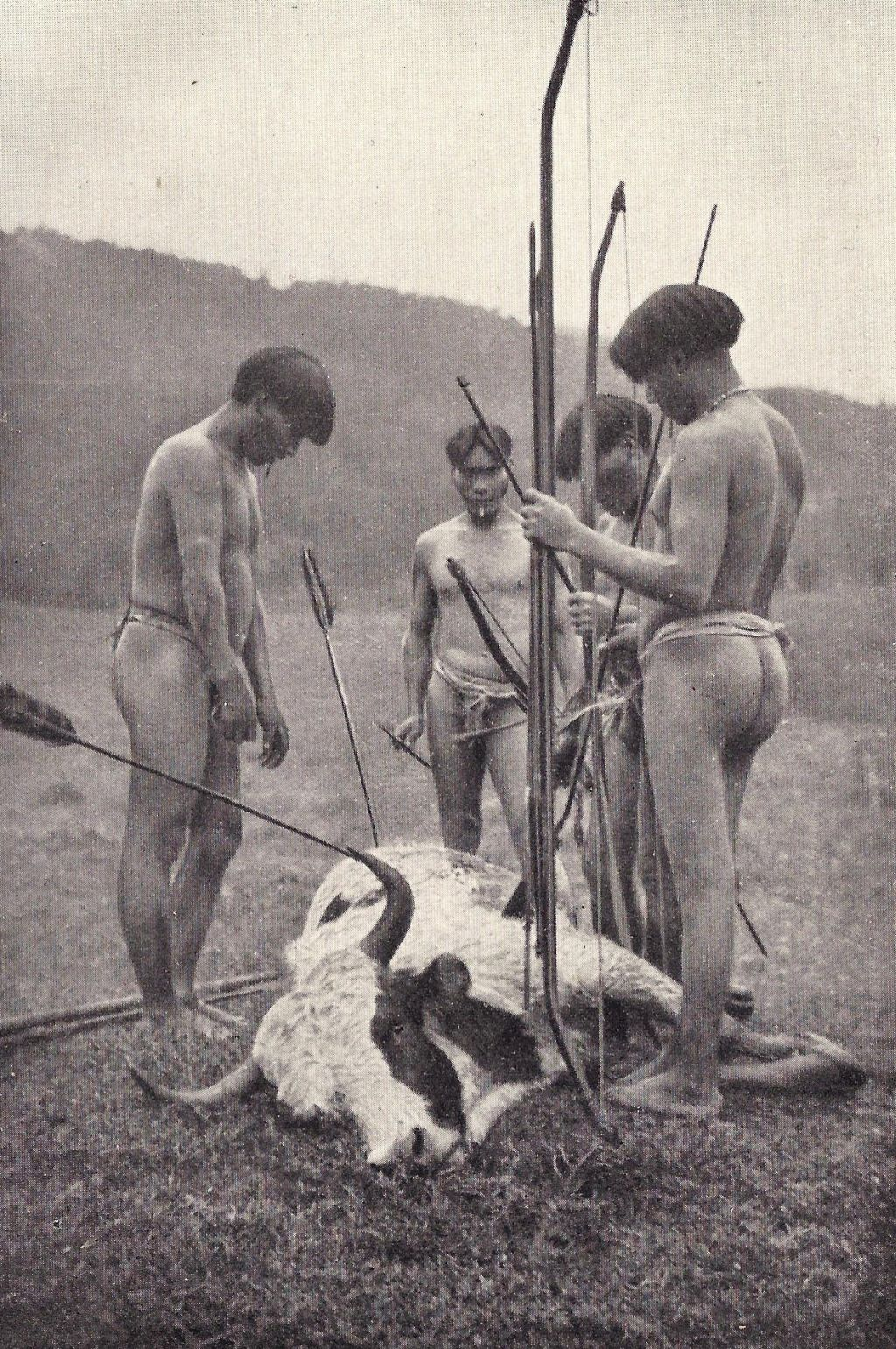
Botokuden op de jacht (1928)

De Botokuden zijn Zuid-Amerikaanse Indianen uit Oost-Brazilië, ook wel bekend als de Aimorés, Aimborés of Krenak-mensen. Enkelen noemen zichzelf Nac-nanuk of Nac-poruk, wat zonen van de aarde betekent. De laatste Aimoré groep die de eigen taal bewaard heeft is de Krenak. De andere volkeren onder de verzamelnaam Botokuden waren de Xokleng en de Xeta.

## Naamgeving
Botoque is in het Portugees een allusie naar de schijfvormige sieraden of tembetás die in een piercing worden gedragen (zie ook lipschotel). 
De Braziliaanse chief die gepresenteerd werd aan koning Hendrik VIII van Engeland in 1532 droeg kleine botten die aan zijn wangen hingen en aan zijn onderste lip hing een kostbare steen ter grootte van een erwt. Dit waren de tekenen van grote moed. 

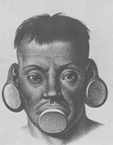
Afbeelding van een Botokude-man, Johann Moritz Rugendas (1802–1858)
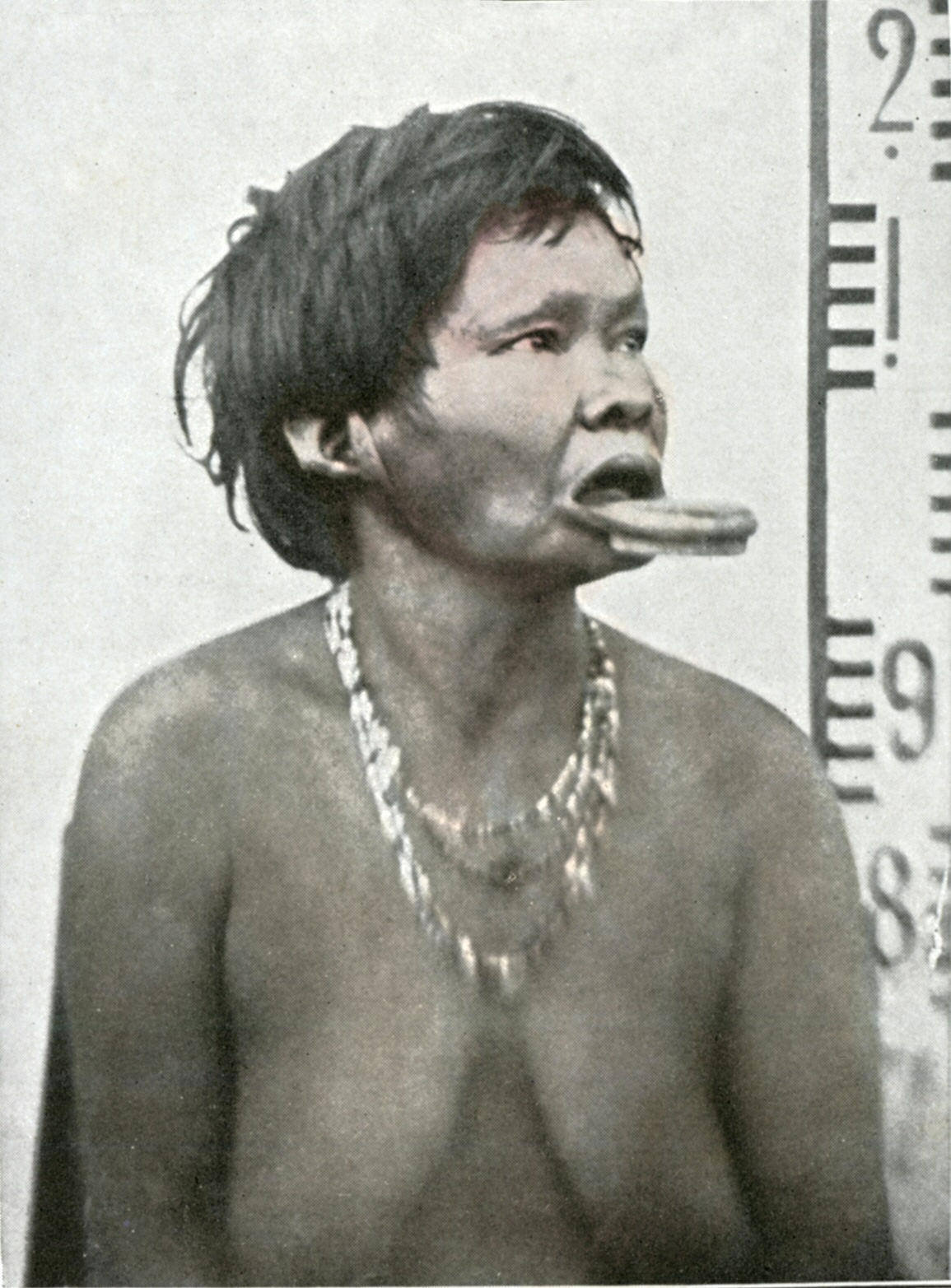
Foto van een Botokude-vrouw, ca. 1900
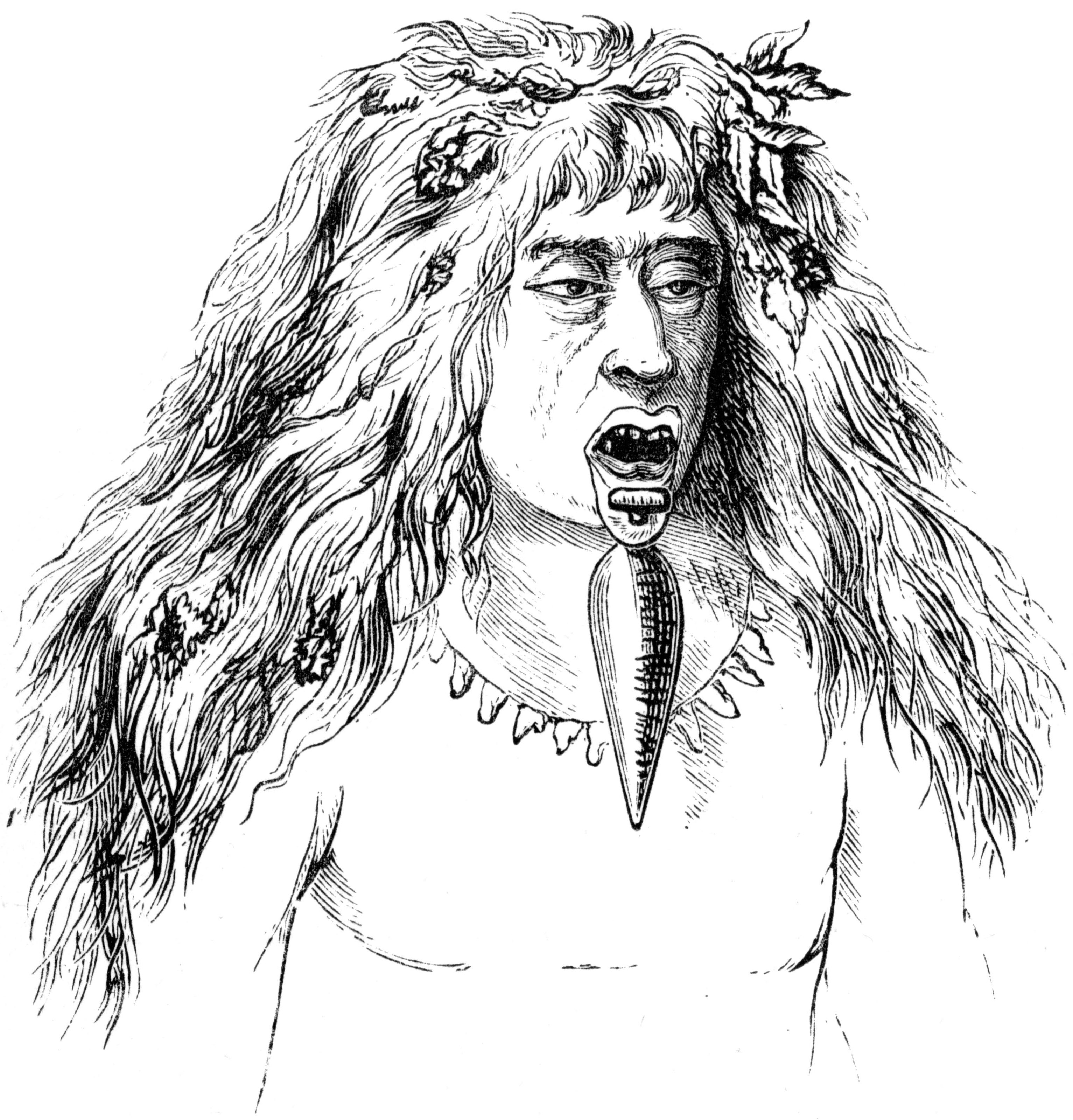
Botokude-man, ca. 1880
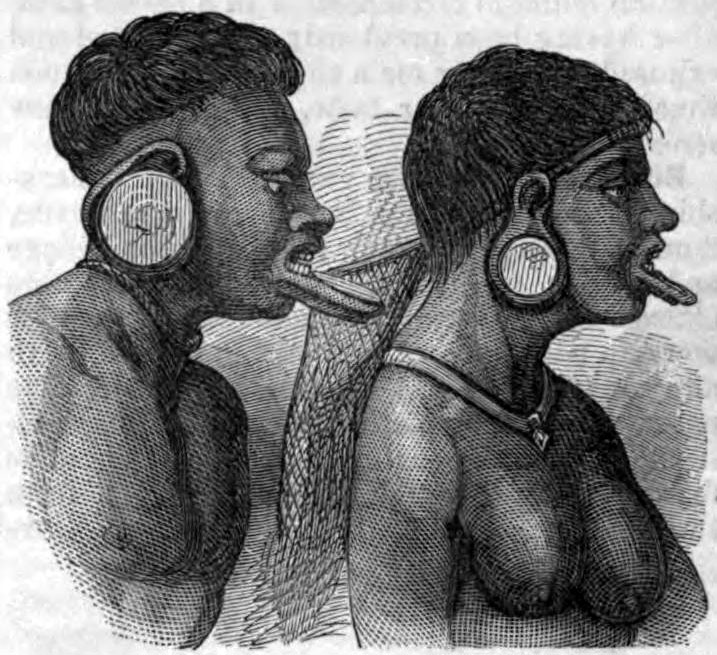
Botokuden, 1879

## Geschiedenis
Toen de Portugese avonturier Vasco Fernandes Coutinho de oostkust van Brazilië bereikte in 1535 richtte hij een fort op aan de baai van Espírito Santo om zichzelf te verdedigen tegen de Aimorés en andere stammen.
Het territorium van de Botokuden lag in Espírito Santo en het liep inlands door tot de Rio Grande (Belmonte) en Rio Doce aan de oostelijke hellingen van de Espinhaço bergen. De Botokuden werden door de Europeanen naar het westen verdreven. In de 18e eeuw kwam de stam in conflict met de Europeanen, die het voorzien hadden op de diamant-mijnen in het gebied. 
Aan het eind van de 19e eeuw waren er nog zo'n 13.000 tot 14.000 Botokuden in leven. In de oorlog van 1790-1820 werd op alle manieren geprobeerd het volk te vernietigen. Met opzet werd het pokken-virus verspreid en er werd giftig voedsel in de bossen achtergelaten. 

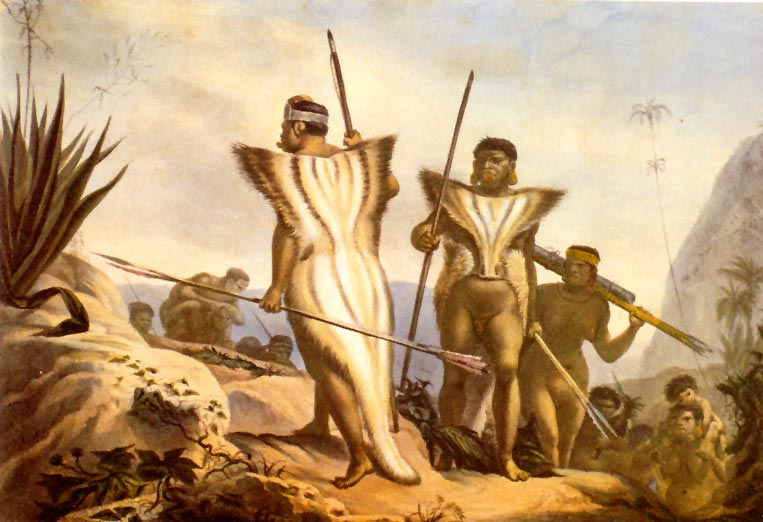
Botokuden gaan ten strijde, Jean-Baptiste Debret, 1834
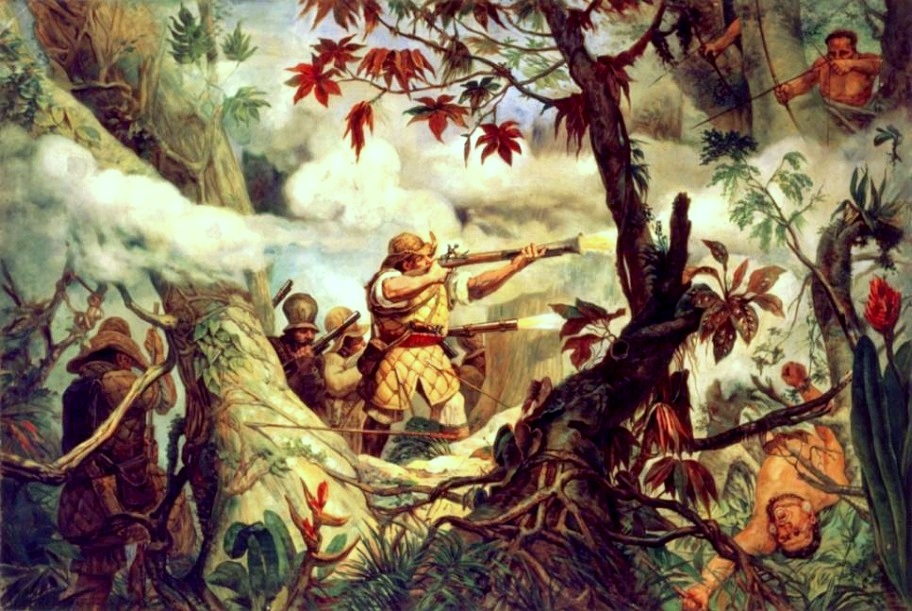
Strijd tussen Botokuden en Europeanen, Oscar Pereira da Silva

## Huidige tijd
Tegenwoordig zijn nog maar enkele stammen overgebleven. In 2010 waren er nog 350 in leven zijde Krenak in de staat Minas Gerais. Op 5 november 2015 brak de Mariana dam, waardoor 60 miljoen kubieke meter mijnafval het rivierdal van de Rio Doce instroomde, al het leven in de rivier dodend en de drinkwaterbronnen bedreigend van duizenden huishoudens. 3 jaar later, op 25 januari 2019, kwam daar de ramp met de Brumadinho dam overheen, waardoor nog eens 12 miljoen kuub giftige modder terecht kwam in het stroomgebied van de Paraopeba. Deze ecologische rampen troffen in het bijzonder de Krenak, die sindsdien strijden om het mijnbouwbedrijf Vale, betrokken bij beide rampen, en het mijnbouwconsortium Samarco, een joint venture tussen  Vale en BHP, verantwoordelijk te houden voor de gevolgen van de rampen en het voorkomen van verdere milieuschade van de veelvoud aan mijnbedrijven in Minas Gerais.
- Bibliothèque nationale de France: cb12461517q (data)
- Library of Congress Control Number: sh85016024
- Nationale Bibliotheek van Israël: 987012431034805171